# Gmöser Moor
Das Moorbad Gmös in der Stadtgemeinde Laakirchen (am Rande des Salzkammergutes) ist eines der wenigen Moore im Alpenvorland von Oberösterreich. Es entstand nach der Mindel-Eiszeit aus einem Toteisloch. Im Jahr 1987 wurde das Gmöser Moor mit einer Ausdehnung von 3,4 ha vom Land Oberösterreich zum Naturschutzgebiet erklärt. Seither kann man in einem Rundweg seltene Tier- und Pflanzenarten beobachten.

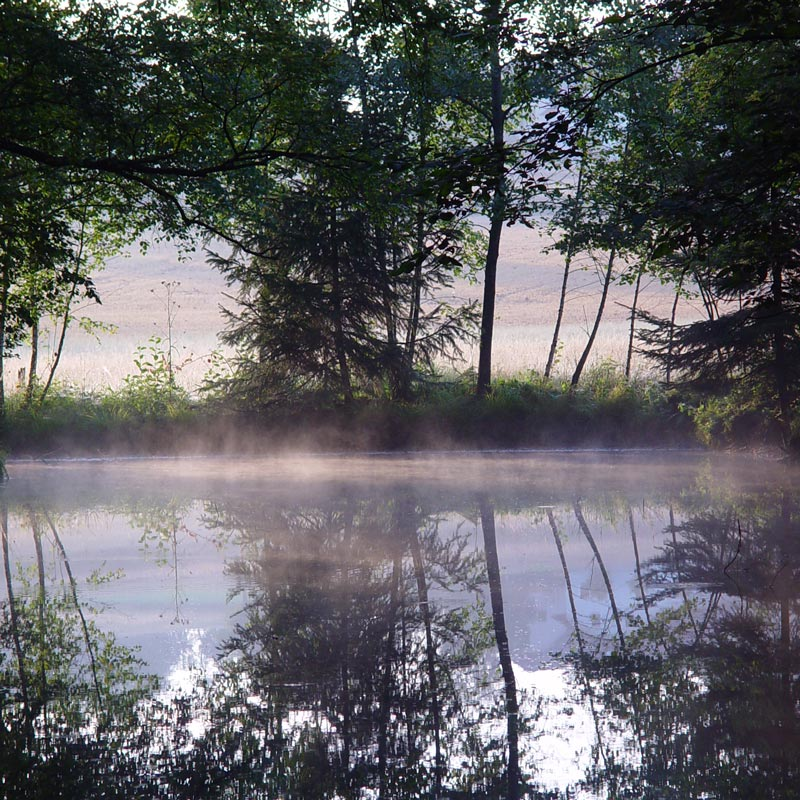
Vom Moor gespeister Teich hinter dem Badhäusl

## Das Naturschutzgebiet

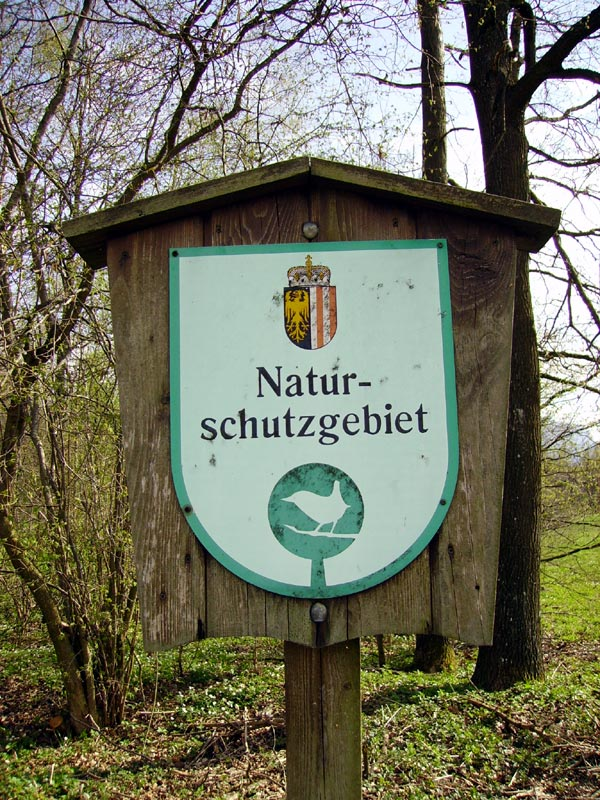

Das Gmöser Moor bildete sich auf einer Moräne der Mindeleiszeit und ist eines der wenigen Alpenvorlandmoore in Oberösterreich östlich der Traun. Bis zum Eingreifen des Menschen konnte sich hier ein Niedermoor mit einer Vielfalt von Tieren und Pflanzen entwickeln. Durch die Moorkultivierung des Menschen (Entwässerung, Torfabbau, Streumahd etc.) präsentiert sich das knapp 3,4 ha große Gmöser Moor heute als Moorwald über Niedermoor, in dem sich Reste typischer Flora und Fauna halten konnten.
Daher wurde das Gmöser Moor 1987 durch Verordnung zum Naturschutzgebiet erklärt. Es ist Teil der Raumeinheit Traun-Enns-Riedelland des Landes Oberösterreich, welche als Basis für die Naturschutzarbeit dient.
Die ursprünglichen Verhältnisse bezüglich Morphologie und Vegetation sind infolge vieler kleiner Torfstiche nur noch in Resten vorhanden, allerdings steigern diese Torfstichtümpel auch die biologische Reichhaltigkeit des Gebietes. Entsprechend dem weitgehenden Fehlen von Torfböden kommen Bruchwälder nur mehr in Form von kleinen Restflächen vor. Der Zustand ist soweit gestört, dass die ursprünglichen Vegetationsverhältnisse nicht mehr gegeben sind und eine Renaturierung praktisch nicht mehr möglich ist. Anliegen des Naturschutzes ist es, wenigstens die natürlichen Sukzessionsabläufe in diesen sekundären Moor-Lebensräumen sicherzustellen.
Die naturschutzbehördlich genehmigten Pflegemaßnahmen, wie zum Beispiel der Bau von Wasserrückhaltewänden, die Entfernung von wasserentziehenden Fichten und Sträuchern und die behutsame jährliche Mahd der freigestellten Flächen werden durch eine engagierte Gruppe Laakirchener rund um Horst Marterbauer, Franz Grillberger und Johann Wieser ehrenamtlich durchgeführt. Dabei sind auch die auf natürliche Weise entwurzelten Bäume, wie 2008 durch den Sturm Emma zahlreich geschehen, von Nutzen für den Feuchtlebensraum.
Anlässlich des 100-jährigen Jubiläums des Moorbades, das gleichzeitig 20 Jahre Erklärung zum Naturschutzgebiet bedeutete, wurden diese dafür mit der erstmals verliehenen Laakirchener Umwelturkunde ausgezeichnet.
Seit 2006 wird als Laakirchens Beitrag zur Bewusstseinsbildung der Ziele des Klimabündnis Österreich eine „Moorexpedition“ für Kinder unter der Anleitung von Horst Marterbauer im Zuge des Ferienpasses durchgeführt, einem Angebot der Stadtgemeinde zur sinnvollen Freizeitgestaltung in den Sommerferien. Dabei steht der Spaß beim spielerischen Entdecken der Tiere und Pflanzen im Vordergrund. Es wird die Entstehung des Moores erklärt, die Fährten der Bewohner gelesen und mit Becherlupen kleine Tiere bestimmt. Die erworbenen Kenntnisse werden beim „Moorquiz“ auf die Probe gestellt.

### Die Tierwelt im Gmöser Moor
Das Gmöser Moor stellt in seiner Region ein einmaliges Biotop dar, das aufgrund seiner Vielfalt an Kleinstrukturen einer großen Zahl von Tieren, einer Reihe von gefährdeten und geschützten Arten, als Lebensraum und Rückzugsgebiet dienen kann.
So findet man hier z. B. Amphibien, wie Gelbbauchunken (Bombina variageta) – ausgesprochene Wasserbewohner – und Reptilien wie Ringelnattern (Natrix natrix), die mit Vorliebe in feuchten Wäldern, Sümpfen und Mooren leben.
Einer großen Zahl von Vogelarten werden hier optimale Brutbedingungen zuteil und können schon seit Jahren beobachtet werden.
Die Wacholderdrosseln (Turdus pilaris) sind hier mit ihrer einzigen Brutkolonie der gesamten Umgebung vertreten.
Der Sumpfrohrsänger (Acrocephalus palustris) ist nicht ans Röhricht gebunden, sondern kommt vorwiegend im Gebüsch vor. Er ist dort im Sommer zu Gast und überwintert im tropischen Afrika.
Das Braunkehlchen (Saxicola rubetra) ist in den umliegenden Wiesen zu finden, denn es ist ein typischer Wiesenvogel, der am Boden brütet. Im Bereich des Gmöser Moores konnte er bis jetzt zweimal brütend beobachtet werden. Auch das Braunkehlchen ist ein Sommergast und überwintert in Zentralafrika.
Der Kleiber (Sitta europaea) lebt das ganze Jahr über im Moor. Er brütet in Höhlen und fällt dem Beobachter aufgrund seiner Fähigkeit, an Baumstämmen auch kopfunter zu klettern, sofort ins Auge.
Der Pirol (Oriolus oriolus) kommt als ausgesprochener Sommergast erst Ende April aus Afrika zu uns. In Gmös brütet er in unregelmäßigen Abständen, sein Nest baut er gut versteckt hoch auf den Bäumen. Das Männchen ist an seinem auffälligen gelben und schwarzen Gefieder leicht zu erkennen.
Den Turmfalken (Falco tinnunculus) sieht man häufig im offenen Gelände rüttelnd über einer bestimmten Stelle stehen und dann mit angelegten Flügeln auf die Beute, welche sich aus Mäusen und anderen Kleinsäugern zusammensetzt, hinabstoßen.
Weitere beobachtete Vogelarten:

#### Brütende Vogelarten
Stockente (Anas platyrhynchos), Rebhuhn (Perdix perdix), Fasan (Phasianus colchicus), Wachtel (Coturnix coturnix), Teichralle (Gallinula chloropus), Ringeltaube (Columba palumbus), Buntspecht (Dendrocopos major), Feldlerche (Alauda arvensis), Zaunkönig (Troglodytes troglodytes), Rotkehlchen (Erithacus rubecula), Hausrotschwanz (Phoenicurus ochruros), Amsel (Turdus merula), Singdrossel (Turdus philomelos), Gartengrasmücke (Sylvia borin), Mönchsgrasmücke (Sylvia atricapilla), Fitis (Phylloscopus trochilus), Zilpzalp (Phylloscopus collybita), Sommergoldhähnchen (Regulus ignicapillus), Grauschnäpper (Muscicapa striata), Sumpfmeise (Poecile palustris), Blaumeise (Parus caeruleus), Kohlmeise (Parus major), Tannenmeise (Periparus ater), Gartenbaumläufer (Certhia brachydactyla), Star (Sturnus vulgaris), Eichelhäher (Garrulus glandarius), Elster (Pica pica), Rabenkrähe (Corvus corone), Feldsperling (Passer montanus), Haussperling (Passer domesticus), Buchfink (Fringilla coelebs), Grünling (Carduelis chloris), Stieglitz (Carduelis carduelis), Goldammer (Emberiza citrinella) und Rohrammer (Emberiza schoeniclus).

#### Durchzügler, ehemalige Brutvögel und Gäste
Graureiher (Ardea cinerea), Weißstorch (Ciconia ciconia), Knäkente (Anas querquedula), Reiherente (Aythya fuligula), Rotmilan (Milvus milvus), Kornweihe (Circus cyaneus), Sperber (Accipiter nisus), Habicht (Accipiter gentilis), Wespenbussard (Pernis apivorus), Mäusebussard (Buteo buteo), Baumfalke (Falco subbuteo), Kiebitz (Vanellus vanellus), Großer Brachvogel (Numenius arquata), Waldwasserläufer (Tringa ochropus), Waldschnepfe (Scolopax rusticola), Bekassine (Gallinago gallinago), Türkentaube (Streptopelia decaocto), Kuckuck (Cuculus canorus), Waldohreule (Asio otus), Waldkauz (Strix aluco), Mauersegler (Apus apus), Wiedehopf (Upupa epops), Grauspecht (Picus canus), Grünspecht (Picus viridis), Rauchschwalbe (Hirundo rustica), Mehlschwalbe (Delichon urbicum), Baumpieper (Anthus trivialis), Heckenbraunelle (Prunella modularis), Gartenrotschwanz (Phoenicurus phoenicurus), Steinschmätzer (Oenanthe oenanthe), Rotdrossel (Turdus iliacus), Misteldrossel (Turdus viscivorus), Schilfrohrsänger (Acrocephalus schoenobaenus), Seggenrohrsänger (Acrocephalus paludicola), Teichrohrsänger (Acrocephalus scirpaceus), Gelbspötter (Hippolais icterina), Klappergrasmücke (Sylvia curruca), Dorngrasmücke (Sylvia communis), Waldlaubsänger (Phylloscopus sibilatrix), Trauerschnäpper (Ficedula hypoleuca), Halsbandschnäpper (Ficedula albicollis), Haubenmeise (Lophophanes cristatus), Schwanzmeise (Aegithalos caudatus), Neuntöter (Lanius collurio), Dohle (Corvus monedula), Kolkrabe (Corvus corax), Bergfink (Fringilla montifringilla), Kernbeißer (Coccothraustes coccothraustes), Girlitz (Serinus serinus), Erlenzeisig (Carduelis spinus), Gimpel (Pyrrhula pyrrhula), Hänfling (Carduelis cannabina), Karmingimpel (Carpodacus erythrinus) und Fichtenkreuzschnabel (Loxia curvirostra).
Die vielfältigen Biotopstrukturen ebenso wie die besonderen klimatischen Verhältnisse, die im Moor herrschen, bedingen eine artenreiche Insektenwelt, die vielen Vögeln als Nahrungsgrundlage dient.
Im Bereich des Torfstiches sind z. B. Beobachtungen von verschiedensten Libellenarten und einer Vielzahl an Stechmücken zu erkennen.

### Die Pflanzenwelt im Gmöser Moor
Die Vegetation dieses Moores wird heute vor allem von Moorwald mit Moorbirken-dominierten Bereichen geprägt. Hier gedeihen die Reste einer großen Anzahl von für derartige Moore typische Pflanzen. Dazu zählen z. B. Moorbirke (Betula pubescens), Besenheide (Calluna vulgaris), Sumpf-Haarstrang (Peucedanum palustre), Scheidiges Wollgras (Eriophorum vaginatum) und Wiesen-Segge (Carex nigra).
Im Zentrum ebenso wie am Rand des Moores befinden sich einige Torfstiche. Ältere sind mit Torfmoosen bedeckt, andere fallen aufgrund ihrer Wasserlinsen-, Blutaugen- und Igelkolbenbestände ins Auge.
Torfmoose (Sphagnum sp.) sind ausgezeichnete Wasserspeicher. Sie sterben unten, also dort, wo sie im Wasser stehen, ab und wachsen oben weiter. Nach und nach werden die unten abgestorbenen Moosteile durch das Gewicht der weiterwachsenden Moosdecke immer mehr zusammengepresst. So können sich im Laufe von einigen zehntausend Jahren, wenn die naturräumlichen und klimatischen Verhältnisse es zulassen, mehr bis weniger mächtige Torfschichten entwickeln. Im Gmöser Moor ist dieses Torflager allerdings nicht sehr mächtig, die Torfmoose konnten aufgrund des Konkurrenzdruckes den Übergang zum Hochmoor nicht vollziehen.
Am Teich innerhalb des Moores hat sich ein ausgedehnter Schilfröhricht entwickelt.

## Das Moorbad

### Geschichte des Moorbades Gmös
Johann Vizithum, Bauer der benachbarten Ortschaft Rahstorf, baute um 1900 auf seinem Gmöser Sumpf Torf ab, um mit den getrockneten Ziegeln seine Dreschmaschine zu beheizen. Er, der jahrelang an schweren Gelenksentzündungen litt, erfuhr durch das barfuß Stehen im Moor eine deutliche Besserung seines Leidens. Dies war Anlass zur Gründung des Moorheilbades Gmös im Jahre 1907. Seither wird die Moorerde händisch gestochen und täglich frisch verarbeitet. Anschließend wird diese nach der Behandlung wieder dem Moor zugeführt.

#### Moorbad Gmös feiert 100-Jahr-Jubiläum
Vor genau 100 Jahren – zur Zeit der österreichisch-ungarischen Monarchie, als der Kaiser zur Sommerfrische ins tschechische Karlsbad (Karlovy Vary), Franzensbad (Frantiskovy Lázně) und Marienbad (Mariánské Lázně) fuhr – wurde auch in einem kleinen Ort im oberösterreichischen Alpenvorland der Grundstein für die Errichtung eines Moorbades gelegt. 1907 wurde das damalige Cäcilienbad aus der Taufe gehoben und machte Gmös nun nicht mehr nur wegen der erfolgreich geführten Gastwirtschaft zu einem beliebten Ort für Leute von nah und fern.
Vergleicht man die Bilder von einst und heute – man würde die Kuranstalt kaum wiedererkennen. Das Cäcilienbad wurde in Moorbad Gmös umbenannt, die Räumlichkeiten wurden den Ansprüchen der Zeit angepasst und auch die Behandlungsmethoden, die zur Genesung der Patienten beitragen, wurden laufend verbessert und erweitert.
Die 100-Jahr-Feier fand am 7. Juli 2007 statt. Umrahmt von künstlerischen und musikalischen Programm, konnte das Kur- und das Gästehaus besichtigt, der Weg des Moores – vom Stechen in die Packung – mitverfolgt und auch das Naturschutzgebiet rund um das Moor erkundet werden. Weiters rundeten Testmassagen und ein kulinarisches Angebot das Festprogramm ab.
Am 11. August waren zum ersten Mal die Gmundner Festwochen Gast in Gmös. Peter Raab las in einer Matinee aus
Thomas Bernhards Wut und Komik.

### Die Kur im Badhäusl
Die traditionelle Kur in Gmös ist eine Kombination aus Moorbädern, Moor-Teilpackungen und Massagen. Dadurch ergibt sich ein Synergieeffekt, welcher sich positiv auf den Heilungs- und Linderungsprozess auswirkt. Das Moorbad und die Moorpackung reinigt im Besonderen die übersäuerte Muskulatur und entschlackt den Körper. Zudem beruhigt die vom Körper absorbierte Huinsäure die Nervenenden und trägt sekundär zur Entspannung der glatten und quergestreiften Muskulatur bei. Da in einem Huminstoffpräparat kein Molekül dem anderen gleicht, ist es bis dato allerdings nur schwer möglich, einzelne Wirkkomponenten im Peloid zu identifizieren. Weiters nachgewiesen ist die entzündungshemmende Wirkung der im Peloid enthaltenen Huminsäure durch den verminderten Abbau von Arachidonsäure.

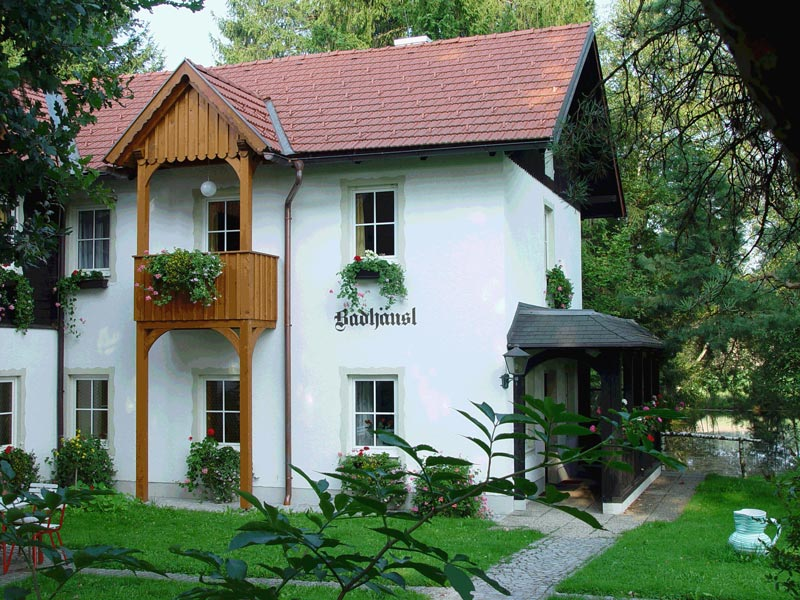
Badhäusl

#### Massagen
Speziell auf das Krankheitsbild abgestimmte Massagen tragen wesentlich zur Verbesserung der muskulären Funktionsabläufe bei und dienen dadurch auch der Mobilisierung des Bewegungsapparates. Fuß- und Ohrreflexzonen-Massagen sowie eine spezielle Form der klassischen Massage werden unterstützend angewandt. Damit werden Verspannungs- und Übersäuerungszustände der Muskulatur, welche auch Ursache für Bewegungseinschränkungen und Schmerzen sein können, wirkungsvoll behoben.

#### Das Moorbad
Das Moorbad wird aus dem – direkt dem Sumpf entzogenen und an Inhaltsstoffen reichhaltigen – Moorwasser zubereitet. Damit der, neben anderen Wirkungsweisen, für das Moorbad typische thermische Faktor erhöht wird, wird das Heilwasser zusätzlich mit Moorerde vermengt.

#### Die Moorteilpackung
In völlig durchlässigen Vliessäcken abgefülltes Moor wird auf erkrankte Körperstellen aufgelegt. Je nach Verträglichkeit wird man teilweise oder zur Gänze eingewickelt und einer entsprechenden 50-minütigen Entschlackungsprozedur unterzogen.

#### Heilanzeigen
Die Kur ist angezeigt bei Rheumatismus, Hexenschuss, Ischialgie, Gicht, Abnützungserscheinungen der Gelenke und der Wirbelsäule, chronischen Gelenksentzündungen, Folgezuständen nach Knochenbrüchen sowie Verspannungen der Muskulatur.

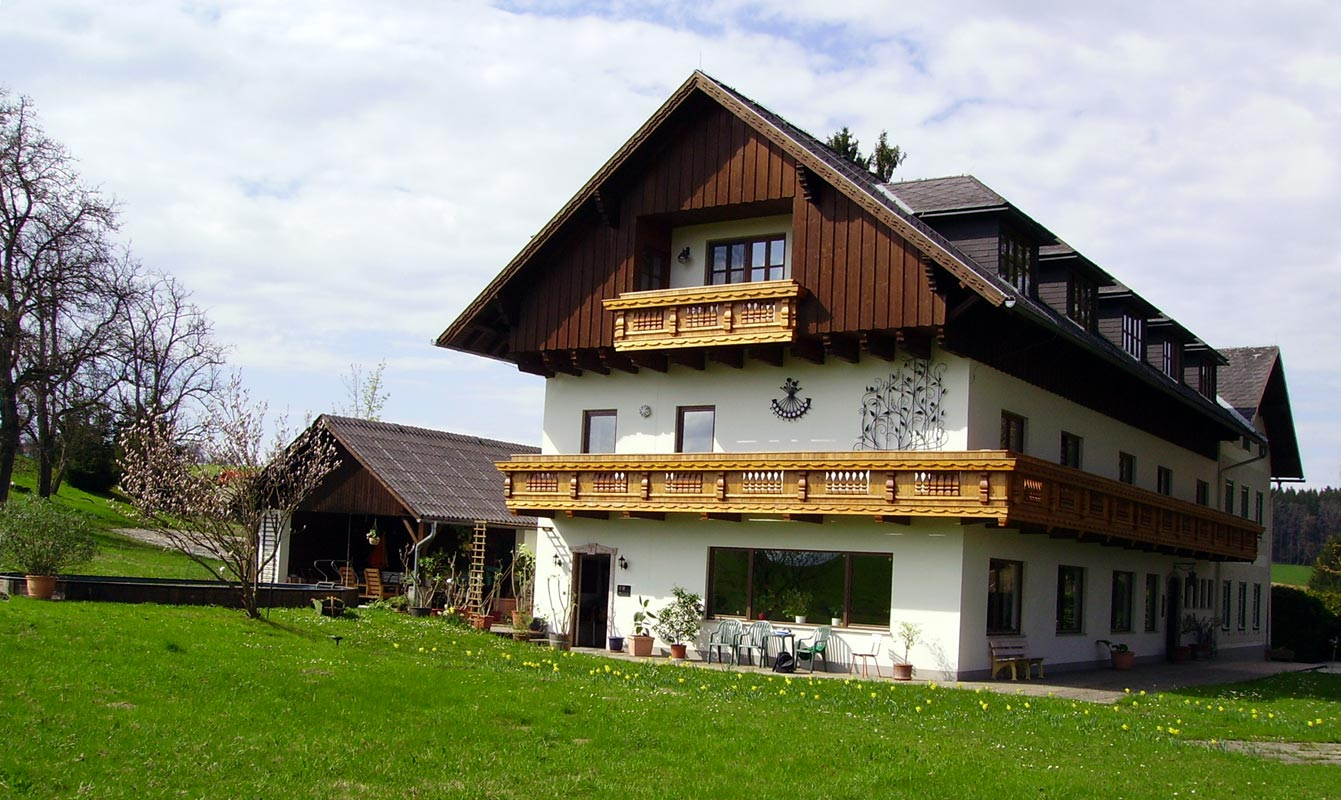
Gästehaus

### Das Gästehaus
In unmittelbarer Nähe zum Badehäusl befindet sich das Gästehaus, um auch Gästen ohne Möglichkeit einer ambulanten Behandlung die Kur zu ermöglichen. Dieses wird wie die Kuranstalt als Familienbetrieb geführt, welcher sich dadurch auszeichnet, dass er den Gästen – durch seine überschaubare Anzahl von höchstens 16 Gästen – ebenfalls eine individuelle Betreuung ermöglicht.
Im Jahr 2002 wurde der Betrieb zum Schauplatz der Folge „Verdächtigungen“ der Fernsehserie Schlosshotel Orth. Die Dreharbeiten im Juli 2002 zur Folge 8 der 7. Staffel fanden unter dem Arbeitstitel „Die Moorhühner“ statt.

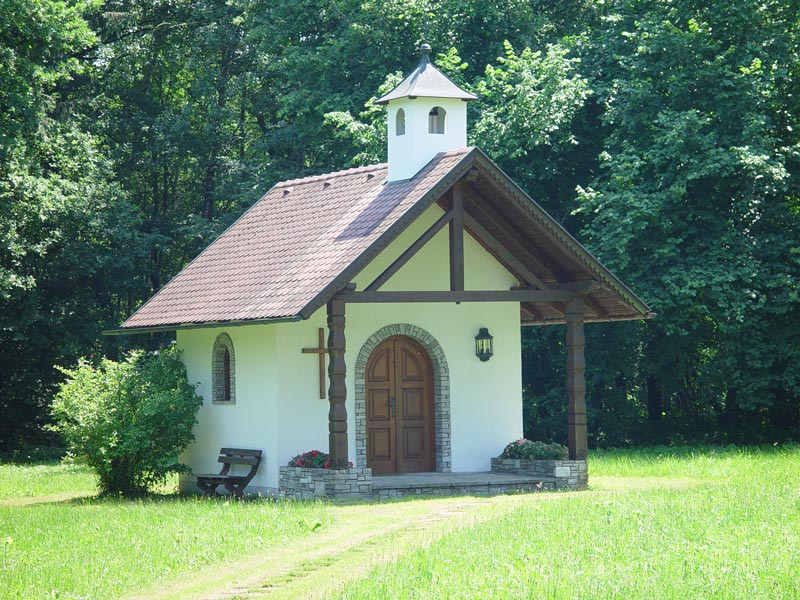
Kapelle

## Andachtskapelle Gmös
Im März des Jahres 1982 wurde, auf Anregung von Kurgästen hin, mit der Errichtung der Andachtskapelle Gmös begonnen. Am 10. Juli um 14 Uhr, nach nur dreimonatiger Bauzeit, fand die Einweihungsfeier im Rahmen einer Messe, die vom Abt des Stiftes Lambach, Herrn Siebenhütter, abgehalten wurde, statt. Die musikalische Umrahmung des Festes wurde durch die „Laakirchner Stubenmusi“ und vom „MGV Steyrermühl“ gestaltet. Zahlreiche Ehrengäste wohnten den Feierlichkeiten bei und dankten in ihren Reden dem persönlichen Engagement der Familie Forstinger, das wesentlich zur Errichtung der Andachtskapelle beigetragen hatte.
Die Bemühungen des „Komitees zur Errichtung einer Hauskapelle in Gmös“, bestehend aus langjährigen Kurgästen, waren durch die Fertigstellung der Kapelle von sehenswertem Erfolg gekrönt. Die Idee zur Errichtung des Bethauses basierte auf dem Bedürfnis der Kurgäste nach Ruhe, Betrachtung, Besinnung und Meditation, welchem nun mitten im Moorgebiet nachgegangen werden konnte.
Das im selben Jahr stattfindende Jubiläum zum 75-jährigen Bestehen des Kurbetriebes wurde durch den Bau dieses schönen Gotteshauses zusätzlich bereichert.
Seither trägt im Moorbad Gmös, neben der Behandlung durch Moor und Massagen, der Schönheit und Stille der Natur sowie Nähe zum ländlichen Leben, nun ebenso der sakrale Raum zur positiven Wirkung auf Körper, Geist und Gemüt bei.
Seither findet alljährlich eine Maiandacht statt.

## Weblinks

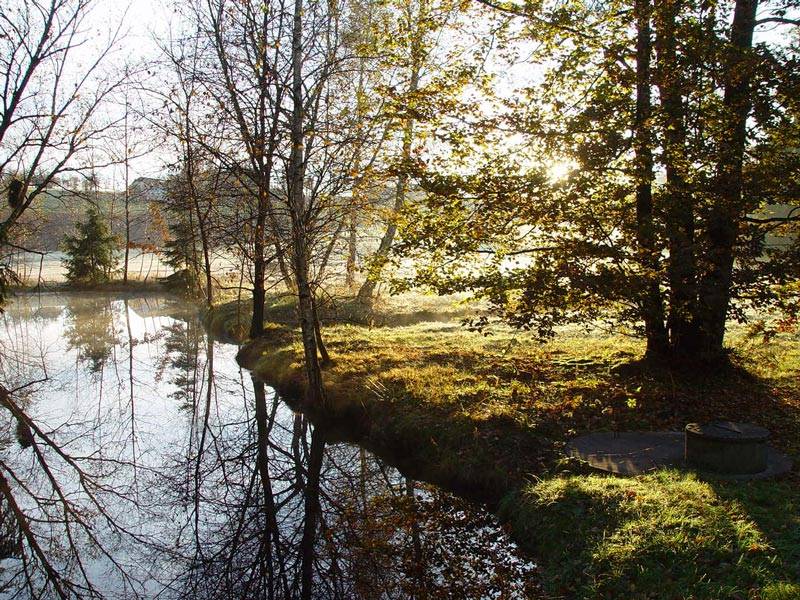